# Erchinoald
Erchinoald (* unbekannt; † 658) war ein fränkischer Hausmeier in Neustrien.
Über die frühen Jahre Erchinoalds ist wenig bekannt. Einzig eine Verwandtschaft mit Berthetrude, der Mutter des Merowingerkönigs Dagobert I., und reicher Landbesitz östlich der Seine gelten als gesichert.
641 setzte ihn Nanthild, die Witwe Dagoberts, als Nachfolger Aegas in das Amt des neustrischen Hausmeiers ein. Somit führte er maßgeblich die Geschäfte für Chlodwig II. und dessen Frau Balthild, die als angelsächsische Sklavin an den Hof Erchinoalds gelangt sein soll, aber wahrscheinlich aus einer hochrangigen angelsächsischen Familie stammte. 
Bereits 642 schloss Erchinoald mit dem burgundischen Hausmeier Flaochad ein Bündnis, in dem sie sich gegenseitig im Amt bestätigten. Später wurde er nach Flachoads Tod auch sein Nachfolger in Burgund. Noch im selben Jahr zog er mit Truppen gegen den Adeligen Willebad, was den letzten Eintrag in der Chronik des sogenannten Fredegar darstellt. Bis zu seinem Tod 658 ist nichts weiter über Erchinoald bekannt. Sein Nachfolger im Amt des neustrischen Hausmeiers wurde Ebroin.
Erchinoald war verheiratet mit Leutsinde und hatte mindestens einen Sohn Leudesius, der 675 selbst Hausmeier wurde. Ob Aemma, die spätere Frau Eadbalds von Kent, Erchinoalds Tochter war, ist umstritten. Auch Chlothar II. oder Theudebert II. kommen als mögliche Väter Aemmas in Betracht.
Erchinoald gründete gemeinsam mit dem König zwei Klöster columbanischer Prägung in Péronne an der Somme und in Lagny-sur-Marne und beteiligte sich an reichhaltigen Schenkungen für das Kloster von Fontenelle.